# Кзил-Аскерський район
Кзил-Аске́рський район — адміністративна одиниця другого порядку, що існувала у 1928—1930 роках у складі Петропавловського округу.

## Історія
Кзил-Аскерський район був утворений у складі Кзил-Джарського (пізніше Петропавловського) округу 17 січня 1928 року з центром у селищі Орнек.
17 грудня 1930 року після ліквідації Петропавловського округу район був ліквідований та розділений між Бейнеткорським та Тонкерейським районами.